# Ла-Кросс (округ, Вісконсин)
Шаблон:StateAbbr_ 43°55′ пн. ш. 91°07′ зх. д. / 43.91° пн. ш. 91.11° зх. д.
 Ла-Кросс (англ. La Crosse County) — округ (графство) у штаті Вісконсин. Ідентифікатор округу 55063.

## Історія
Округ утворений 1851 року.

## Демографія
За даними перепису 
2000 року 
загальне населення округу становило 107120 осіб, зокрема міського населення було 88963, а сільського — 18157.
Серед них чоловіків — 51926, а жінок — 55194. В окрузі було 41599 домогосподарств, 25599 родин, які мешкали в 43479 будинках.
Середній розмір родини становив 3,02.
Віковий розподіл населення поданий у таблиці:
| Стать    | До 15 років | 15-21 | 22-29 | 30-39 | 40-49 | 50-65 | 65-85 | Понад 85 |
| -------- | ----------- | ----- | ----- | ----- | ----- | ----- | ----- | -------- |
| Чоловіки | 10663       | 7184  | 6309  | 7323  | 7788  | 7232  | 4925  | 502      |
| Жінки    | 10065       | 8246  | 6173  | 7302  | 7973  | 7422  | 6601  | 1412     |

## Суміжні округи
- Джексон — північний схід
- Монро — схід
- Вернон — південь
- Г'юстон, Міннесота — південний захід
- Вінона, Міннесота — захід
- Тремполо — північний захід

## Виноски
1. ↑  U.S. Decennial Census. United States Census Bureau. Архів оригіналу за 19 липня 2018. Процитовано 5 серпня 2015.
2. ↑  Historical Census Browser. University of Virginia Library. Архів оригіналу за 11 серпня 2012. Процитовано 5 серпня 2015.
3. ↑  Forstall, Richard L., ред. (27 березня 1995). Population of Counties by Decennial Census: 1900 to 1990. United States Census Bureau. Архів оригіналу за 18 липня 2015. Процитовано 5 серпня 2015.
4. ↑  Census 2000 PHC-T-4. Ranking Tables for Counties: 1990 and 2000 (PDF). United States Census Bureau. 2 квітня 2001. Архів оригіналу (PDF) за 18 грудня 2014. Процитовано 5 серпня 2015.
5. ↑  State & County QuickFacts. United States Census Bureau. Архів оригіналу за 6 червня 2011. Процитовано 21 січня 2014.(англ.) Наведено за англійською вікіпедією.
6. ↑  American FactFinder. Бюро перепису населення США. Архів оригіналу за 20 березня 2010. Процитовано 31 січня 2008.

| США | Це незавершена стаття з географії США. Ви можете допомогти проєкту, виправивши або дописавши її. |